# قبلة السلام

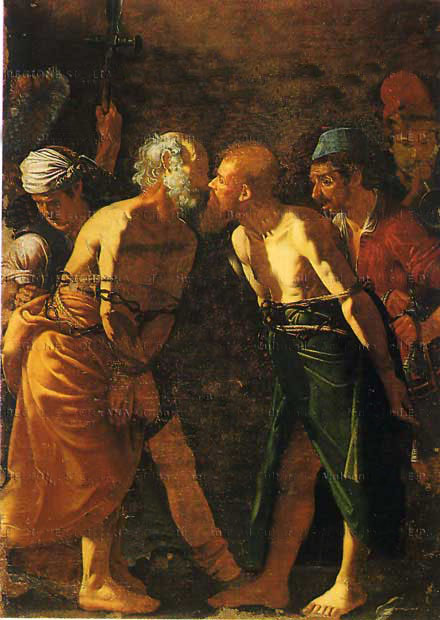
وداع القديسين بطرس وبولس، يظهر فيها تلاميذ المسيح وهم يقبلون بعضهم البعض القبلة المقدسة قبل استشهادهم.

قبلة السلام أو القبلة المقدسة هي تحية مسيحية تعود جذورها للفترة التي نشأت فيها المسيحية.
لا تزال هذه الممارسة جزءً من العبادة في الكنائس القديمة، بما في ذلك الكنيسة الرومانية الكاثوليكية والكنائس الكاثوليكية الشرقية والأرثوذكسية الشرقية والأرثوذكسية المشرقية وبعض الطوائف الليتورجية. ويمارس هذا التقليد في العديد من الجماعات مثل الأميش.

## وصلات خارجية
- Kiss, Holy in Global Anabaptist Mennonite Encyclopedia Online
- Kiss – الموسوعة الكاثوليكية